# Prom Night (película de 1980)
Prom Night o Noche de graduación es una película canadiense de 1980 del género de terror y Slasher. Fue dirigida por Paul Lynch sobre un guion de William Gray.Fue protagonizada por Leslie Nielsen y Jamie Lee Curtis en los papeles principales y las participaciones antagónicas de Eddie Benton y David Mucci. La música original fue compuesta por Paul Zaza y Carl Zittrer.
Esta cinta fue el primer film de la franquicia Prom Night que cuenta con 5 películas en total. Fue nominada a dos de los Genie Awards que otorga la Academy of Canadian Cinema & Television. 

## Argumento
En 1974, cuatro niños de 12 años de edad -Wendy Richards, Jude Cunningham, Kelly Lynch y Nick McBride- están jugando al escondite en una vieja escuela abandonada. Los niños comienzan a intimidar a la niña Robin Hammond de 10 años, causándole su muerte tras caer desde una ventana. Los niños hacen un pacto para no decírselo a nadie, pese a que fue un accidente. Sin embargo, alguien fue testigo de lo ocurrido. 
Seis años más tarde, la familia de Robin conmemora el aniversario de su muerte. Los adolescentes Alex y Kim Hammond, hermanos de Robin, se están preparando para el baile en la preparatoria "Hamilton High School", que se celebra esa noche. Durante el día, Kelly, Jude y Wendy reciben llamadas telefónicas obscenas. Kim (Jamie Curtis) y su novio Nick deciden ir al baile juntos, mientras que Jude irá con un fumador de marihuana indolente, llamado Seymour "Slick" Crane. Wendy no tiene otra opción que ir con el rebelde de la escuela, Lou Farmer. Tras cambiarse de ropa después de la clase de gimnasia, Kim y Kelly descubren en el vestuario que el espejo está severamente resquebrajado. 
Mientras tanto, el teniente McBride (el padre de Nick) investiga la fuga de un maniático homicida de su unidad de rehabilitación a través de la ventana. Durante la graduación, Kim y Nick realizan un número de baile juntos. Kelly y su novio, Drew Shinnick, se preparan para tener relaciones sexuales en el vestuario de la escuela, pero Kelly decide que aun no está lista. Drew la deja, enojado y molesto. Mientras Kelly se viste, el asesino enmascarado la sorprende y le corta la garganta. 
Jude y Slick a su vez tienen relaciones sexuales en una camioneta fuera de la preparatoria, siendo observados al mismo tiempo por el asesino de Kelly, que luego mata a Jude. Slick pelea con el asesino mientras conduce la camioneta. El asesino salta fuera de la camioneta, que termina cayendo a un acantilado y explota matando a Slick.
Wendy es atacada por el asesino y es perseguida a través de los pasillos de la preparatoria. Finalmente es asesinada con un hacha. El teniente McBride es informado de que el maniático que él estaba investigando ha sido capturado. Kim y Nick se preparan para ser coronados rey y reina de baile. Lou y sus acólitos atan a Nick, ya que Lou planea ser el rey. El agresor se cuela detrás de Lou (pensando que es Nick) y lo decapita. 
El impulso del golpe hace que la cabeza de Lou ruede por la pista de baile. Los estudiantes son testigos y huyen. Kim encuentra y desata a Nick sólo para ser atacados por el asesino. Después de una lucha, Kim golpea al atacante en la cabeza con su hacha. Por un momento ella y el asesino están frente a frente, y Kim descubre quien es realmente. El asesino trata de huir, pero la policía llega justo a tiempo y dispara contra él. Kim les grita que no lo hagan. El asesino cae al suelo y se revela que es Alex, el hermano mellizo de Robin. Alex llora y les dice que los responsables de la muerte de su hermana fueron Jude, Kelly, Wendy y Nick. La película termina con Alex llorando y diciendo el nombre de Robin varias veces. Kim suelta una lágrima por la muerte del hermano.

## Reparto[3]
- Jamie Lee Curtis como Kim Hammond.
- Leslie Nielsen como el Sr. Raymond Hammond
- Casey Steven como Nick McBride.
- Eddie Benton como Wendy Richards.
- Antoinette Bower como Sra. 'Vi' Hammond
- Michael Tough como Alex Hammond.
- Robert A. Silverman como el Sr. Sykes
- Pita Oliver como Vicki.
- David Mucci como Lou Farmer.
- Jeff Wincott como Drew.
- Mary Beth Rubens como Kelly Lynch.
- George Touliatos como el teniente McBride.
- Melanie Morse como Henri-Anne.
- David Gardner como el Dr. Fairchild
- Joy Thompson como Jude Cunningham.
- Brock Simpson como Nick joven.
- Tammy Bourne como Robin Hammond.
- Leslie Scott como Wendy joven.

## Producción
Prom Night fue filmada en Toronto, Ontario, Canadá, del 7 de agosto de 1979 al 13 de septiembre de 1979.

## Premios
El film obtuvo dos nominaciones en los Genie Awards, en Ontario, Canadá:
| Año  | Premios      | Nominación                            | Nominado         | Resultado |
| ---- | ------------ | ------------------------------------- | ---------------- | --------- |
| 1981 | Genie Awards | Best Performance by a Foreign Actress | Jamie Lee Curtis | Nominada  |
| 1981 | Genie Awards | BBest Achievement in Film Editing     | Brian Ravok      | Nominado  |

## Banda sonora
Originalmente la banda sonora de este film fue publicado como tal solamente en Japón en formato CD y LP en el año 1981 por RCA Victor con la identificación RPL-8089 incluyendo un doble insert en los créditos. Resalta el sitio Discogs que Paul Zaza jamás autorizó esta publicación.
En 2009 fue publicado en Australia un bootleg o edición pirata en formato CD en una edición limitada de 1000 copias por el sello Lighting Music. En esta publicación se incluyó como un bonus Love Me Till I Die (5am Disco Remix), siendo el track #11. 
En 2017 el sello Dark Forces publicó en USA un bootleg o edición pirata en formato LP en una edición limitada de 500 copias. 
En 2019 el sello 1984 Publishing publicó en formato LP la banda sonora, remasterizada, con licencia oficial y permiso de sus autores. El diseño del LP fue realizado con colores rojo, azul, rosa, rojo splatter en lo que se denomino un estilo "Disco Acid Flashback". El arte de tapa fue diseñado como hojas de carpetas y con dibujos de birome azul e incluyó como parte del LP un condón en una cajita negra.Ese mismo año el sello Perseverance Records, especialista en lanzamientos de soundtracks, publicó la banda sonora con licencia oficial y permiso de sus autores, en formato CD y en plataformas digitales como Spotify. La publicación tuvo un arte de tapa a cargo de Max Spragovsky y un libro interno de 8 páginas.

### Tracklist
- 1- All Is Gone - Blue Bazar
- 2- Prom Night
- 3- Changes
- 4- Dancing In The Moonlight
- 5- Fade to Black
- 6- All Is Gone (Instrumental) - Blue Bazar
- 7- Time to Turn Around
- 8- Love Me Till I Die
- 9- Prom Night 2
- 10- Forever - Blue Bazar

## Estrenos en DVD
La película original "Prom Night" fue publicada por "Anchor Bay Entertainment" en DVD el 18 de febrero de 1998, y fue uno de los primeros lanzamientos de la empresa. Esta edición salió de impresión y después de un par de años, la película era casi imposible de encontrar en DVD. Fue lanzado de nuevo por "Alliance Atlantis" en DVD en marzo de 2004, pero la impresión que utilizaron fue una versión sacada de un VHS desgastado, y por lo tanto de muy mala calidad. "Echo Bridge Enterteinment" ha vuelto a publicar la película en DVD el 4 de septiembre de 2007 en una impresión de alta calidad, recién remasterizado. En septiembre de 2014 Synapse Films Lanza en formato Blu-ray con una nueva masterizacion desde un Negativo original.